# Liste der Baudenkmale in Oldenburg (Oldb) – Lambertistraße
In der Liste der Baudenkmale in Oldenburg (Oldb) – Lambertistraße stehen alle Baudenkmale der Lambertistraße in Oldenburg (Oldb).  Die Quelle der IDs und der Beschreibungen ist der Denkmalatlas Niedersachsen.
Der Stand der Liste ist das Jahr 2022.

## Allgemein
In den Spalten befinden sich folgende Informationen:
- Lage: die Adresse des Baudenkmales und die geographischen Koordinaten. Kartenansicht, um Koordinaten zu setzen. In der Kartenansicht sind Baudenkmale ohne Koordinaten mit einem roten Marker dargestellt und können in der Karte gesetzt werden. Baudenkmale ohne Bild sind mit einem blauen Marker gekennzeichnet, Baudenkmale mit Bild mit einem grünen Marker.
- Bezeichnung: Bezeichnung des Baudenkmales
- Beschreibung: die Beschreibung des Baudenkmales. Unter § 3 Abs. 2 NDSchG werden Einzeldenkmale und unter § 3 Abs. 3 NDSchG Gruppen baulicher Anlagen und deren Bestandteile ausgewiesen.
- ID: die Objekt-ID des Baudenkmales
- Bild: ein Bild des Baudenkmales, ggf. zusätzlich mit einem Link zu weiteren Fotos des Baudenkmals im Medienarchiv Wikimedia Commons. Wenn man auf das Kamerasymbol klickt, können Fotos zu Baudenkmalen aus dieser Liste hochgeladen werden:

Zurück zur Hauptliste
| Lage                                              | Bezeichnung          | Beschreibung | ID       | Bild |
| ------------------------------------------------- | -------------------- | --- | -------- | ---- |
| Lambertistraße 4 53° 9′ 17″ N, 8° 13′ 8″ O        | Wohnhaus             | Giebelständiger eineinhalbgeschossiger Putzbau von vier Achsen mit Drempel unter Satteldach (Typus „Oldenburger Hundehütte“). Eingang auf der rechten Seite, darüber Zwerchgiebel. Putzgliederung: geschossteilendes Gesims, Fensterrahmungen, im Giebel Brüstungsfelder und z. T. Pilaster und Gebälk. Vorgarten. Erbaut 1887, Architekt: Ed. Bartels. | 37435882 |      |
| Lambertistraße 8 53° 9′ 17″ N, 8° 13′ 6″ O        | Wohnhaus             | Giebelständiger eineinhalbgeschossiger Putzbau von fünf Achsen (im Giebel vier) mit Drempel unter Satteldach (Typus „Oldenburger Hundehütte“). Eingang jetzt auf der rechten Seite, ehemals wohl mittig. Putzgliederung: geschossteilendes Gesims, Fensterrahmungen, im Giebel Brüstungsfelder. Vorgarten. Erbaut nach 1885 und vor 1889 durch Tischler Punke. | 37435904 |      |
| Lambertistraße 10 53° 9′ 18″ N, 8° 13′ 6″ O       | Wohnhaus             | Giebelständiger eineinhalbgeschossiger Putzbau von vier Achsen mit Drempel unter Satteldach (Typus „Oldenburger Hundehütte“). Auf der rechten Seite zurückgesetzter Vorbau mit Eingang. Putzgliederung: horizontale Fugen, geschossteilendes Gesims, Fensterrahmungen, im Giebel z. T. Brüstungsfelder und Ädikulen. Schwebegiebel. Vorgarten. Erbaut 1897, Architekt: F. Lübbers. | 37435926 |      |
| Lambertistraße 12 53° 9′ 18″ N, 8° 13′ 5″ O       | Wohnhaus             | Giebelständiger eineinhalbgeschossiger Putzbau von vier Achsen mit Drempel unter Satteldach (Typus „Oldenburger Hundehütte“). Eingang auf der linken Seite. Putzgliederung: horizontale Fugen, geschossteilendes Gesims, Fensterrahmungen, im Giebel z. T. Brüstungsfelder und Ädikulen. Ort und Giebelaufsatz modern. Vorgarten. Erbaut wohl in den 1880er oder 1890er Jahren. | 37435948 |      |
| Lambertistraße 15 53° 9′ 17″ N, 8° 13′ 3″ O       | Wohnhaus             | Giebelständiger eineinhalbgeschossiger Putzbau von drei Achsen (im Giebel vier) mit Drempel unter Satteldach (Typus „Oldenburger Hundehütte“). Eingang auf der linken Seite. Putzgliederung: horizontale Fugen, geschossteilende Gesimse, Fensterrahmungen, im Giebel Brüstungsfelder. Vorgarten. Erbaut 1877, Architekt: Eilert Bernhard Tönjes. | 37435970 | BW   |
| Lambertistraße 19 53° 9′ 18″ N, 8° 13′ 2″ O       | Wohnhaus             | Giebelständiger eineinhalbgeschossiger Putzbau von vier Achsen mit Drempel unter Satteldach. Putzgliederung: horizontale Fugen, geschossteilendes Gesims, Fensterrahmungen, im Giebel z. T. Brüstungsfelder, Pilaster und Gebälk. Vorgarten. Erbaut 1889, Architekt: Ed. Bartels. | 37435992 | BW   |
| Lambertistraße 20 53° 9′ 18″ N, 8° 13′ 2″ O       | Wohnhaus             | Doppelhaus, traufständiger eingeschossiger Putzbau von sechs Achsen unter Satteldach. Eingänge in den mittleren Achsen. Putzgliederung: Fensterrahmungen. Vorgarten. Erbaut 1877–1878 durch Zimmermeister Joh. Wiemken. | 37424143 | BW   |
| Lambertistraße 21 53° 9′ 18″ N, 8° 13′ 1″ O       | Wohnhaus             | Giebelständiger eineinhalbgeschossiger Putzbau von vier Achsen über Sockelgeschoss mit Drempel unter Satteldach (Typus „Oldenburger Hundehütte“). Eingang auf der linken Seite. Putzgliederung: horizontale Fugen, geschossteil4ende Gesimse, Fensterrahmungen, im Giebel z. T. Brüstungsfelder, Pilaster und Gebälk. Vorgarten. Erbaut 1889, Architekt: G. Meinen. | 37436036 | BW   |
| Lambertistraße 23 53° 9′ 18″ N, 8° 13′ 0″ O       | Wohnhaus             | Giebelständiger eineinhalbgeschossiger Putzbau von vier Achsen mit Drempel unter Satteldach (Typus „Oldenburger Hundehütte“). Auf der linken Seite zurückgesetzter Vorbau mit Eingang. Putzgliederung: geschossteilendes Gesims, Fensterrahmungen, im Giebel z. T. Brüstungsfelder. Vorgarten. Erbaut 1896–1897, Architekt: H. Rathert. | 37436058 | BW   |
| Lambertistraße 25 53° 9′ 18″ N, 8° 13′ 0″ O       | Wohnhaus             | Giebelständiger eineinhalbgeschossiger Putzbau von vier Achsen mit Drempel unter Satteldach. Eingang auf der linken Seite. Putzgliederung: geschossteilendes Gesims, im EG horizontale Fugen,Fensterrahmungen, im Giebel Brüstungsfelder und z. T. Pilaster und Gebälk. Vorgarten und eiserne Einfriedung. Erbaut 1889, Architekt: G. Meinen. | 37436080 | BW   |
| Lambertistraße 26 53° 9′ 19″ N, 8° 13′ 0″ O       | Wohnhaus             | Traufständiger eineinhalbgeschossiger Putzbau von sechs Achsen mit Drempel unter Satteldach. Eingänge in den mittleren Achsen. Putzgliederung: horizontale Fugen, geschossteilende Gesimse, Fensterrahmungen, zwei Relieftondi im Drempel. Vorgarten und eiserne Einfriedung. Erbaut 1892, Architekt: Hermann Friedrich Martin Gläseker. | 37421437 | BW   |
| Lambertistraße 29 53° 9′ 19″ N, 8° 12′ 57″ O      | Wohnhaus             | Giebelständiger eineinhalbgeschossiger Putzbau von vier Achsen mit Drempel unter Satteldach (Typus „Oldenburger Hundehütte“). Auf der linken Seite zurückgesetzter Vorbau mit Eingang. Putzgliederung: horizontale Fugen, geschossteilendes Gesims, Fensterrahmungen, im Obergeschoss Brüstungsfelder, z. T. als Balusterbrüstungen, und z. T. Ädikulen. Schwebegiebel. Vorgarten. Erbaut 1899. | 37450229 | BW   |
| Lambertistraße 31 53° 9′ 19″ N, 8° 12′ 57″ O      | Wohnhaus             | Giebelständiger eineinhalbgeschossiger Putzbau von vier Achsen über Sockelgeschoss mit Drempel unter Satteldach (Typus „Oldenburger Hundehütte“). Eingang auf der linken Seite. Putzgliederung: horizontale Fugen, geschossteilende Gesimse, Fensterrahmungen, im OG Brüstungsfelder, z. T. als Balusterbrüstungen und mit Pilastern und Gebälk. Vorgarten. Erbaut 1892, Architekt: H. Brandes. | 37450251 | BW   |
| Lambertistraße 41 53° 9′ 20″ N, 8° 12′ 52″ O      | Wohn-/ Geschäftshaus | Eckhaus zur Ehnernstraße. Zweigeschossiger Putzbau mit abgeschrägter Ecke, links zur Ehnernstraße vier Achsen (dazu eingeschossiger Anbau links) und rechts zur Lambertistraße sieben Achsen. Eingang auf der rechten Seite in der fünften Achse von rechts. An der Ecke Gaststätte mit Eingang und seitlich je einem breiteren Fenster. Im OG Balkone an der Ecke und in der dritten und vierten Achse von rechts. Auf jedem Flügel ein Zwerchhaus mit Voluten und an der Ecke ein weiteres mit Segmentbogengiebel. Putzgliederung: geschossteilendes Gesims, Traufgesims mit Zahnschnitt, Fensterrahmungen, im Obergeschoss Ädikulen. Erbaut wohl in den 1890er Jahren. | 37436102 | BW   |
| Lambertistraße 42 53° 9′ 21″ N, 8° 12′ 52″ O      | Wohn-/ Geschäftshaus | Eckhaus zur Ehnernstraße. Zweigeschossiger Putzbau mit abgeschrägter Ecke, an der linken Seite zur Lambertistraße sechs Achsen und an der rechten Seite zur Ehnernstraße vier Achsen, unter Mansarddach. Eingang auf der linken Seite in der dritten Achse von links. Ecke ehemals mit Ladeneinbau, Eingang vermauert, breitere Fenster auf beiden Seiten noch erhalten. An der Ecke im OG Balkon. In den beiden linken Achsen zur Lambertistraße und an der Ecke Zwerchhäuser, später vereinfacht. Putzgliederung: horizontale Fugen, geschossteilendes Gesims, Fensterrahmungen, Ädikulen. Erbaut 1898–1899, Architekt: F. Meyer & Sohn.                                | 37436124 | BW   |
| Lambertistraße 64 / 66 53° 9′ 22″ N, 8° 12′ 44″ O | Wohnhaus             | Doppelhaus. Breitgelagerter eingeschossiger Putzbau unter Mansardwalmdach. Eingänge an den Schmalseiten. In den seitlichen Achsen Standerker auf segmentbogenförmigen Grundrissen, darüber Rundgiebelgaupen. Mittig zweiachsiges Zwerchhaus mit Dreiecksgiebel. Putzgliederung: Lisenen, am Giebelfuß Gesims. Vorgarten. Erbaut 1925. | 37421457 | BW   |